# Chale Island
Chale Island ist eine Insel im Indischen Ozean, ungefähr zehn Kilometer südlich des Badeortes Diani Beach gelegen und 600 Meter vom kenianischen Festland entfernt. Die Insel ist 1,2 Kilometer lang und 800 Meter breit, teilweise von einem Mangroven-Urwald bedeckt und befindet sich in Privatbesitz. Es gibt ein Hotel.
Der nächstgelegene Flughafen befindet sich in Mombasa (Moi International Airport) und ist knapp 100 Kilometer entfernt.